# Prima Categoria Umbria 1969-1970
Il campionato di calcio di Prima Categoria 1969-1970 è stato il V livello del campionato italiano. A carattere regionale, fu l'undicesimo campionato dilettantistico con questo nome dopo la riforma voluta da Bruno Zauli nel 1958.
Questo è il girone organizzato dal Comitato Regionale Umbro per la regione Umbria.

## Squadre partecipanti
| Squadra         | Città (provincia)             | Stagione 1968-1969                                     |
| --------------- | ----------------------------- | ------------------------------------------------------ |
| Assisi          | Assisi (PG)                   | 13° in Prima Categoria Umbria                          |
| Bastia          | Bastia Umbra (PG)             | 8° in Prima Categoria Umbria                           |
| Deruta          | Deruta (PG)                   | 4° in Prima Categoria Umbria                           |
| Grifo Cannara   | Cannara (PG)                  | 1° in Seconda Categoria Umbria/C, promossa dopo finali |
| Gualdo          | Gualdo Tadino (PG)            | 4° in Prima Categoria Umbria                           |
| Juventina       | Perugia                       | 14° in Prima Categoria Umbria                          |
| Narnese         | Narni (TR)                    | 10° in Prima Categoria Umbria                          |
| Nestor          | Marsciano (PG)                | 3° in Prima Categoria Umbria                           |
| Orvietana       | Orvieto (TR)                  | 6° in Prima Categoria Umbria                           |
| Passignanese    | Passignano sul Trasimeno (PG) | 1° in Seconda Categoria Umbria/B, promossa dopo finali |
| Ponte Felcino   | Ponte Felcino di Perugia      | 7° in Prima Categoria Umbria                           |
| Pontevecchio    | Ponte San Giovanni di Perugia | 10° in Prima Categoria Umbria                          |
| Spoleto         | Spoleto (PG)                  | 2° in Prima Categoria Umbria                           |
| Tavernelle      | Tavernelle di Panicale (PG)   | 15° in Prima Categoria Umbria                          |
| Todi            | Todi (PG)                     | 9° in Prima Categoria Umbria                           |
| Valigi Torgiano | Torgiano (PG)                 | 10° in Prima Categoria Umbria                          |

## Classifica finale
|  | Pos. | Squadra         | Pt | G  | V  | N  | P  | GF | GS | DR  |
|  | ---- | --------------- | -- | -- | -- | -- | -- | -- | -- | --- |
|  | 1.   | Spoleto         | 52 | 30 | 24 | 4  | 2  | 63 | 12 | +51 |
|  | 2.   | Deruta          | 47 | 30 | 21 | 5  | 4  | 50 | 16 | +34 |
|  | 3.   | Narnese         | 35 | 30 | 12 | 11 | 7  | 39 | 32 | +7  |
|  | 4.   | Gualdo          | 32 | 30 | 12 | 8  | 10 | 34 | 22 | +12 |
|  | 4.   | Orvietana       | 32 | 30 | 12 | 8  | 10 | 31 | 30 | +1  |
|  | 4.   | Grifo Cannara   | 32 | 30 | 11 | 10 | 9  | 36 | 37 | -1  |
|  | 4.   | Tavernelle      | 32 | 30 | 12 | 8  | 10 | 30 | 28 | +2  |
|  | 8.   | Nestor          | 30 | 30 | 10 | 10 | 10 | 39 | 32 | +7  |
|  | 9.   | Bastia          | 29 | 30 | 9  | 11 | 10 | 26 | 35 | -9  |
|  | 10.  | Ponte Felcino   | 28 | 30 | 10 | 8  | 12 | 33 | 37 | -4  |
|  | 11.  | Todi            | 26 | 30 | 8  | 10 | 12 | 22 | 33 | -11 |
|  | 12.  | Pontevecchio    | 25 | 30 | 6  | 13 | 11 | 30 | 34 | -4  |
|  | 13.  | Assisi          | 24 | 30 | 8  | 8  | 14 | 29 | 42 | -13 |
|  | 14.  | Valigi Torgiano | 23 | 30 | 8  | 7  | 15 | 29 | 44 | -15 |
|  | 15.  | Passignanese    | 23 | 30 | 7  | 9  | 14 | 27 | 47 | -20 |
|  | 16.  | Juventina       | 10 | 30 | 3  | 4  | 23 | 13 | 50 | -37 |

Legenda:

      Promossa in Serie D 1970-1971.
      Retrocessa in Seconda Categoria Umbria 1970-1971.
Regolamento:

Due punti a vittoria, uno a pareggio, zero a sconfitta.
Note:

Passignanese retrocessa per peggior differenza reti nei confronti dell'ex aequo Valigi Torgiano.